# Nasutixalus
A Nasutixalus a kétéltűek (Amphibia) osztályába, a békák (Anura) rendjébe és az evezőbékafélék (Rhacophoridae) családjába tartozó nem. 

## Előfordulásuk
A nembe tartozó fajok India északkeleti részén és a szomszédos Tibetben, valamint Kína Jünnan tartományának nyugati területein honosak. Lehetséges, hogy elterjedési területük átnyúlik Nepálba és Mianmarba is.

## Nevének eredete
Nevét a latin nasutus (nagy orrú), és a levelibékák esetében gyakran alkalmazott ixalus szóból alkották, utalva jellegzetességére.

## Taxonómiai helyzete
A Nasutixalus nemet 2016-ban hozták létre a Nasutixalus medogensis faj taxonómiai besorolásának céljából. A fajt akkor egyetlen példány alapján írták le. A molekuláris vizsgálati adatok arra utaltak, hogy a példány egy önálló ágat képvisel az evezőbékafélék (Rhacophoridae) családján belül, ami egy új taxonómiai nem létrehozását indokolta. Egy két nappal később publikált tanulmányban Sathyabhama Das Biju és munkatársai egy új monotipikus nemet alkottak a Polypedates jerdonii faj számára Frankixalus néven; a nevet a belga Franky Bossuyt, a Brüsszeli Szabadegyetem kutatója tiszteletére adták. A korábbi publikáció időpontja miatt az elsőbbség a Nasutixalus nevet illeti, így a Frankixalus a Nasutixalus szinonímája lett.
Egy példány, melyet először Theloderma molochként azonosítottak, genetikailag távolt állt a többi Theloderma fajtól, így a nemet parafiletikus csoportnak vélték. A későbbi vizsgálatok kimutatták, hogy a típusterületén begyűjtött Theloderma moloch valóban a Theloderma csoportba tartozik, míg a kérdéses példány igazából ugyanabba a származási vonalba illeszkedik, mint a Nasutixalus jerdonii, így most Nasutixalus medogensis néven ismert.

## Rendszerezés
A nembe az alábbi fajok tartoznak:
- Nasutixalus jerdonii (Günther, 1876)
- Nasutixalus medogensis Jiang, Wang, Yan & Che, 2016
- Nasutixalus yingjiangensis Yang and Chan, 2018

## Megjelenésük
A Nasutixalus nembe tartozó fajok rejtőzködő életmódot folytató, közepes méretű békák. A kifejlett hímek hossza 37–45 mm, a nőstényeké 47–48 mm. Mellső lábukon kezdetleges, hátsókon mérsékelten fejlett úszóhártyák találhatók.

## Életmódjuk

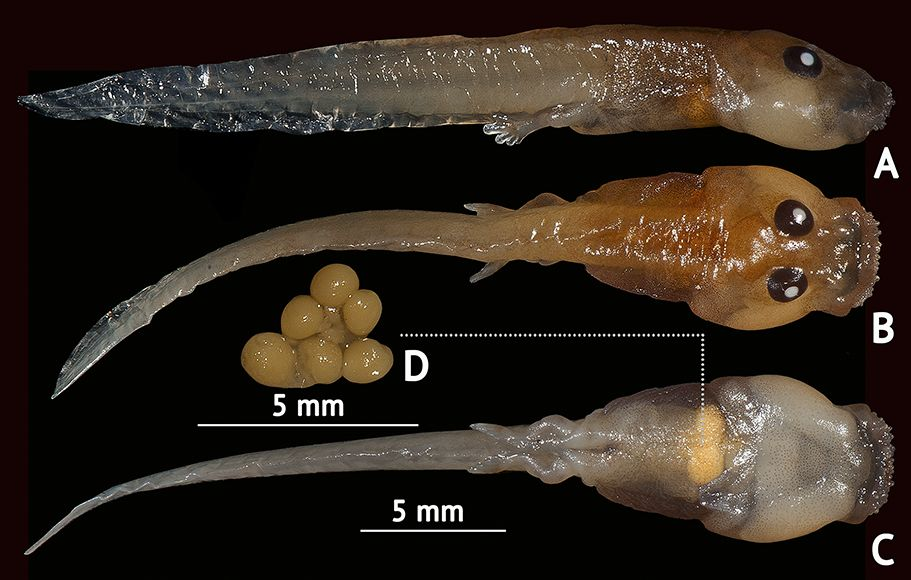
Nasutixalus jerdonii ebihalak, lenyelt petével

A Nasutixalus-fajok erdei életmódot folytató békák, élőhelyüket hegyvidéki örökzöld erdők alkotják. A hím Nasutixalus jerdonii és Nasutixalus yingjiangensis egyedek fák üregéből énekelve hívják a nőstényeket. A Nasutixalus jerdonii petéit vízzel teli faodúkban figyelték meg, a peték kissé a víz felszíne felett az odúk belső falára tapadtak. Az ebihalak a felgyülemlett vízben éltek, gyomrukban lenyelt petéket találtak (oofágia). Ez az oofágia a faüregekben és növények kelyhében felgyűlt vízben (phytotelma) élő békák adaptációja a tápanyagszegény környezethez. Arról, nincs információ, hogy a lenyelt peték ugyanattól a fajtól származtak-e, de a körülmények erre utaltak.